# Gabriela Jasińska
Gabriela Jasińska (ur. 14 lipca 1992) – polska siatkarka, grająca na pozycji rozgrywającej. Wychowanka UKS "Osiemnastka" Szczecin. Od sezonu 2016/2017 zawodniczka Budowlanych Toruń.

## Sukcesy klubowe
Turniej o puchar Firmy Developres:
- 2014

Mistrzostwo Polski:
- 2015

## Sukcesy reprezentacyjne
Liga Europejska:
- 2014